# Алджернон Персі
Алджернон Персі (англ. Algernon Percy; 29 вересня 1602 — 13 жовтня 1668) — політичний та державний діяч Англійського королівства, 10-й граф Нортумберленд. Учасник Англійської громадянської війни та Реставрації Стюартів.

## Життєпис

### Молоді роки
Походив з Другого дому Персі. Старший син Генрі Персі, графа Нортумберленда, та Дороті Деверо (доньки Роберта Деверо, 2-го графа Ессекса). Народився 1602 року в Лондоні. Батько стверджував, що умови шлюбного контракту не були виконані, і вважав, що його дружина погано впливає на його синів. У 1605 році Генрі Персі звинуватили в причетності до порохової змови і ув'язнили в Тауері, де він залишався до 1621 року. Втім батько намагався наглядати та контролювати його освіту, яка була звичайною для шляхти того періоду.
У 1615—1618 навчався у коледжі Св. Іоанна в Кембридзькому університеті. Потім вивчав право в іні Міддл-Темпл у Лондоні. У 1618 році разом з наставником Едвардом Доусом почав турне Європою, в Голландію, Італію та Франції. Після повернення до Англії в 1624 році він був обраний членом парламенту від Сассекса, потім Чичестера.

### Лорд Персі
У березні 1626 року він перейшов до Палати лордів, ставши відомим. У листопаді його призначили лордом-лейтенантом Камберленда, Вестморленда та Нортумберленда. Приєднався до фракції, яка виступала проти Карла королівського фаворита Джорджа Вільєрса, герцога Бекінгем. У 1629 році Алджернон одружився з донькою Вільяма Сесіла, графа Солсбері.
Водночас разом з молодшим братом Генрі увійшов до ближнього кола (фаворитом) королеви Генрієтти Марії, ставши зрештою членом так званної «французької партії». Стає шталмейстером двора королеви. Коли його батько помер у 1632 році, він успадкував титул графа Нортумберленда.
1635 року став кавалером Ордену Підв'язки. Водночас використовував в власних інтересах союз королеви з Вільямом Лодом, архієпископом Кентерберійським, та Томасом Вентвортом, графом Страффордом. У 1636—1637 роках мав достатній авторитет при дворі, щоб бути призначеним адміралом флоту. Нортумберленд намагався розпочати морські реформи, часто в обхід лордів адміралтейства та подаючи свої пропозиції безпосередньо Карлу I та Таємній раді.
У 1636 році рушив до Північного моря, намагаючись змусити голландські кораблі, які ловили рибу, придбати англійські ліцензії на риболовлю, в обмін на які англійський флот запропонував захист від дюнкерських піратів. Тих голландських капітанів, які відмовлялися купувати ліцензії, рибальські тенета було знищено. 1637 року за наказом короля проти власної волі забезпечив захист іспанським кораблям, що везли гроші до Іспанських Нідерландів. Того ж року виступив за дипломатичне вирішення суперечки з шотландськими кальвіністами, оскільки побоювався, що постраждають його маєтності на півночі Англії. В тому ж році від віспи помирає дружина.
1638 року призначено Першим лордом адміралтейства. У січні 1640 року під час другої військової кампанії проти шотландських кальвіністів під приводом хвороби відмовився від керування армією. У травні того ж року виступив проти розпуску парламенту, наслідком чого став конфлікт з Томасом Вентвортом і невдоволення короля. З початком роботи Довгого парламенту критикував королівську політику. 1641 року змусив брата Генрі викрити змову, спрямовану на порятунок Томаса Вентворта. що зрештою призвело до страти останнього.

### Під час громадянської війни
З початком протистояння короля і парламенту виступив проти Карла I. У листопаді 1641 року підготував 4 кораблі для доставлення військ для придушення повстання в Ірландії. Разом з тим він не підтримав Велику Ремонстрацію. У лютому парламент призначив його лордом-лейтенантом Сассекса, Пембрукшира та Англсі. Згодом граф Нортумберленд проголосував за Указ про міліцію. Під час наступних боїв між роялістськими та парламентськими силами контроль Персі над флотом був вирішальним фактором у забезпеченні парламентської перемоги. У відповідь король в червні 1642 року звільнив його з посади Першого лорда адміралтейства. У липні він прийняв посаду в парламентському комітеті громадської безпеки. У жовтні він одружився вдруге.
З 1643 року долучився до «партії миру». також був невдоволений тим, що парламент не призначив його на посаду Першого лорда адміралтейства. У квітні 1643 року очолював парламентську делегацію для перемовин з Карлом I в Оксфорді, які завершилися марно. В результаті позиції «партії миру» послабилися. Спроби переконати лідерів парламенту продовжити перемовини провалилися, тому Алджернон Персі відійшов від справ, оселившись у своїх маєтках. Але вже невдовзі після укладання «Урочистої ліги і Ковенанту» (між парламентами Англії та Шотландії) повернувся до Лондону, де очолив Комітет обох королівств, створений для координації військових й політичних дій. Незабаром швидко наблизився до позиції «партії війни». 1645 року проголосував з «Ордонанс про самозречення», що відкрило шлях до позбавлення трону Карла I. Незабаром він виявиться одним із найбільших прихильників армії нового зразку, а його слуга Роберт Скавен очолив армійський комітет парламенту. Водночас призначається опікуном королівських дітей. Втім не підтримав біль про покарання архієпископа Вільяма Лода.
У 1648 році виступив про суд над королем, почавши з ними в Ньюпорті перемовини. Коли в січні 1649 року парламент почав судити Карла I за державну зраду, граф Нортумберленд очолив партію Палаті лордів, яка усіляка пручалося завершенню судового процесу. Відійшов від політичної діяльності після страти Карла I. У травні 1649 року він був звільнений з посади опікуна дітей короля.
Повернувся до своїх маєтків. Відхилив звернення Олівера Кромвеля та Річарда Кромвеля засісти у верхній палаті їхніх парламентів. У 1655 році звинувачений Джоном Терло в заохоченні своїх північних орендарів брати участь у роялістському повстанні на чолі Джоном Пенрудоком. Тому його ненадовго помістили під домашній арешт.

### Останні роки
Підтримував відновлення Стюартів на англійському троні. У 1660 році організував групу аристократів, що пропонували принцу Карлу Стюарту домогтися відновлення його на троні на умовах обмеження королівської влади. Втім переворот генерала Джорджа Монка змінив ситуацію. З підновлення Стюартів виступав проти законопроєкту про страту, відповідальних за смерть Карла I.
Наприкінці травня 1660 року король Карл II призначив Алджернона Персі членом Таємної ради, у серпні — лордом-лейтенантом Сассекса, у вересні — лордом-лейтенантом Нортумберленда. У квітні 1661 року призначено на посаду лорд-верховного констебля Англії. Здобув репутацію старанного виконавця Кодексу Кларендона та ефективного організатора збройних формувань.
1667 року проголосував за імпічмент лорд-канцлера Едварда Гайда.
Помер Алджернон Персі у Петворті 1668 року.

## Родина
Дружина — Анна, донька Вільяма Сесіла, графа Солсбері
діти:
- Катерина (1630—1638)
- Анна (д/н—1654)
- Дороті, померла дитиною
- Люсі
- Єлизавета (1636—1718), дружина Артура Капелла, графа Ессекса.

2. Дружина Єлизавета, донька Теофіла Говарда, графа Саффолку
Діти:
- Джоселін (1644—1670), граф Нортумберленд